# TsNIIMash

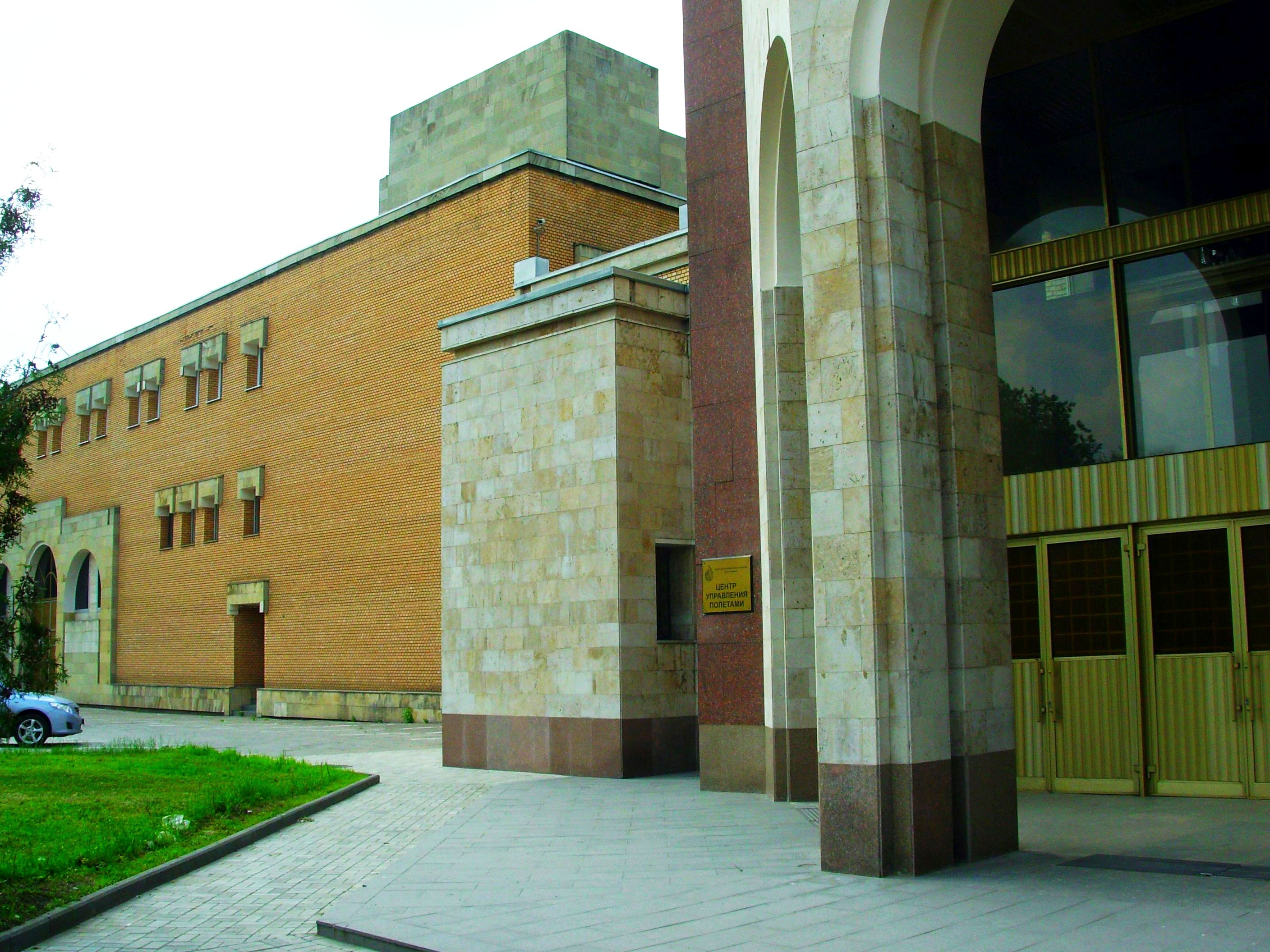
Les locaux du TsNIIMach en 2011

TsNIIMach, anciennement appelé NII-88 (russe : Научно-исследовательский институт 88, Naoutchno-issledovatel'skï institut) ou Institut de recherches scientifiques no 88, est un organisme de recherches soviétique créé en 1946 par Staline pour mettre au point les missiles balistiques et les missiles de croisière en partant des travaux réalisés par les Allemands durant la Seconde Guerre mondiale. Sergueï Korolev responsable au sein de l'institut du développement des missiles à longue portée va développer plusieurs missiles de portée intermédiaire et finalement le missile balistique intercontinental R-7 Semiorka qui servira par la suite de lanceur universel pour le programme spatial soviétique. À l'issue d'une réorganisation menée en 1956, l'entité dirigée par Korolev devient autonome sous l'appellation OKB-1 tandis que l'institut est rebaptisé TsNIIMach.

## Contexte
Immédiatement après la victoire des Alliés en 1945, les principaux spécialistes soviétiques des fusées sont envoyés en Allemagne pour étudier les travaux de l'équipe de Wernher von Braun qui a pris une énorme avance dans le domaine de la propulsion et du guidage en développant le missile V2. Staline décide en 1946 de mettre sur pied un projet disposant d'une priorité très élevée pour permettre à l'Union soviétique de disposer rapidement de missiles balistiques porteur de la bombe atomique et de missiles antiaériens en exploitant le savoir-faire allemand. Un comité secret supervisant l'ensemble des travaux sur le sujet (Comité spécial pour la technologie des réacteurs)  est mis sur pied. Parmi les neuf membres figurent notamment le ministre des Armements Dimitri Oustinov  et Ivan Serov, le bras droit du chef de la police secrète (NKVD) Beria. Les travaux de recherche sont placés sous la responsabilité d'Oustinov ; celui-ci décide de créer un nouvel institut de recherche appliquée rassemblant  les ingénieurs et techniciens travaillant sur le sujet. L'Institut de recherches NI-88 est créé le 13 mai 1946 à Podlipki dans la banlieue nord-est de Moscou et installé dans les locaux de l'usine no 88 dans laquelle, durant la guerre, étaient fabriqués des munitions et des tanks. L'institut est rattaché à la 7e direction générale au sein du ministère des Armements et son premier responsable est Lev Gonor.

## Organisation
L'institut comprend un bureau d'études dirigé par  Karl Tritko divisé en 7 départements  spécialisés chacun dans un thème. Sergueï Korolev, dont les talents d'organisateur en Allemagne ont impressionné Oustinov, est placé à la tête du département no 3 rebaptisé plus tard OKB-1 malgré une forte opposition des responsables du Parti communiste. Ce département spécialisé dans la conception de missiles balistiques à longue portée. Au moment de sa formation, l'entité dirigée par Korolev comprend 60 ingénieurs, 55 techniciens et 25 ouvriers. Le NI-88 comprend également une branche scientifique  dirigée par Youri Pobedonostsev, un ancien collègue de Korolev du temps du GIRD et du NII-3. Ce service est subdivisé en 5 départements spécialisés comme celui dédié aux systèmes de guidage dirigé par Boris Tchertok. L'objectif assigné à l'institut est de parvenir à développer une copie des engins allemands avec les moyens de production soviétique sous deux ans. Fin 1946 les 150 spécialistes allemands des missiles identifiés par les spécialistes soviétiques lors de leur séjour en Allemagne sont transférés de manière autoritaire en Russie avec familles et bagages. Ils sont rattachés au nouvel institut de recherche dont ils forment la filiale numéro 1 et sont dirigés par Helmut Gröttrup. Ils sont  installés en majorité dans des baraquements situés sur l'île de Gorodomlia au milieu du lac Seliger à 200 km de Moscou. Les autorités soviétiques leur demandent également de développer une version améliorée de la V-2.
Le nouvel institut pour développer ses missiles collabore avec des instituts de recherche rattachés à d'autres ministères :
- pour les moteurs-fusées l'OKB-456 installé à Khimki dans la banlieue de Moscou et dirigée par Valentin Glouchko. Ce dernier commence par  reproduire le moteur du V1, rebaptisé RD-100 avec l'outil de production local.
- pour les systèmes de guidage autonome, de contrôle radio et de télémétrie le NII-885 dirigé par Nikolaï Maximov avec comme responsables de la conception Mikhaïl Riazanski (contrôle radio) et Nikolaï Piliouguine (système de guidage autonome)
- pour les gyroscopes le NII-10 dirigé par Victor Kouznetzov avec comme responsable de la conception Vladimir Barmine[3].

Deux autres instituts vont jouer un rôle important dans les travaux du NI-88 :
- Le NII-1, dirigé par l'académicien Mstislav Keldych étudie la faisabilité du projet allemand de bombardier suborbital Sänger-Bredt et effectue des recherches fondamentales dans le domaine de l'aérodynamique, de la balistique ainsi que sur le comportement des fusées et des engins propulsés par des statoréacteurs. Il emploie également des concepteurs talentueux comme Alexei Isaïev.
- Le NII-4 dans lequel travaille un groupe de spécialistes des fusées dont Mikhail Tikhonravov ancien compagnon de route de Korolev à l'époque du GRID.

Korolev crée en novembre 1947 un "conseil des constructeurs" informel qui rassemble ses différents interlocuteurs rattachés à d'autres ministères : Glouchko, Barmine, Kouznetsov, Piliouguine et Riazanski. Cette structure va permettre de court-circuiter la lourde hiérarchie qui freine les échanges entre les différentes parties prenantes du projet.

## Création de l'OKB-1
En 1956, l'entité dirigée par Korolev devient une entité indépendante, l'OKB-1
En 1967 le NII-88 est rebaptisé TsNIIMach (russe : ЦНИИмаш).